# Melchior Paul von Deschwanden
Pour les articles homonymes, voir Deschwanden.
 (juin 2024).
Si vous disposez d'ouvrages ou d'articles de référence ou si vous connaissez des sites web de qualité traitant du thème abordé ici, merci de compléter l'article en donnant les références utiles à sa vérifiabilité et en les liant à la section « Notes et références ».

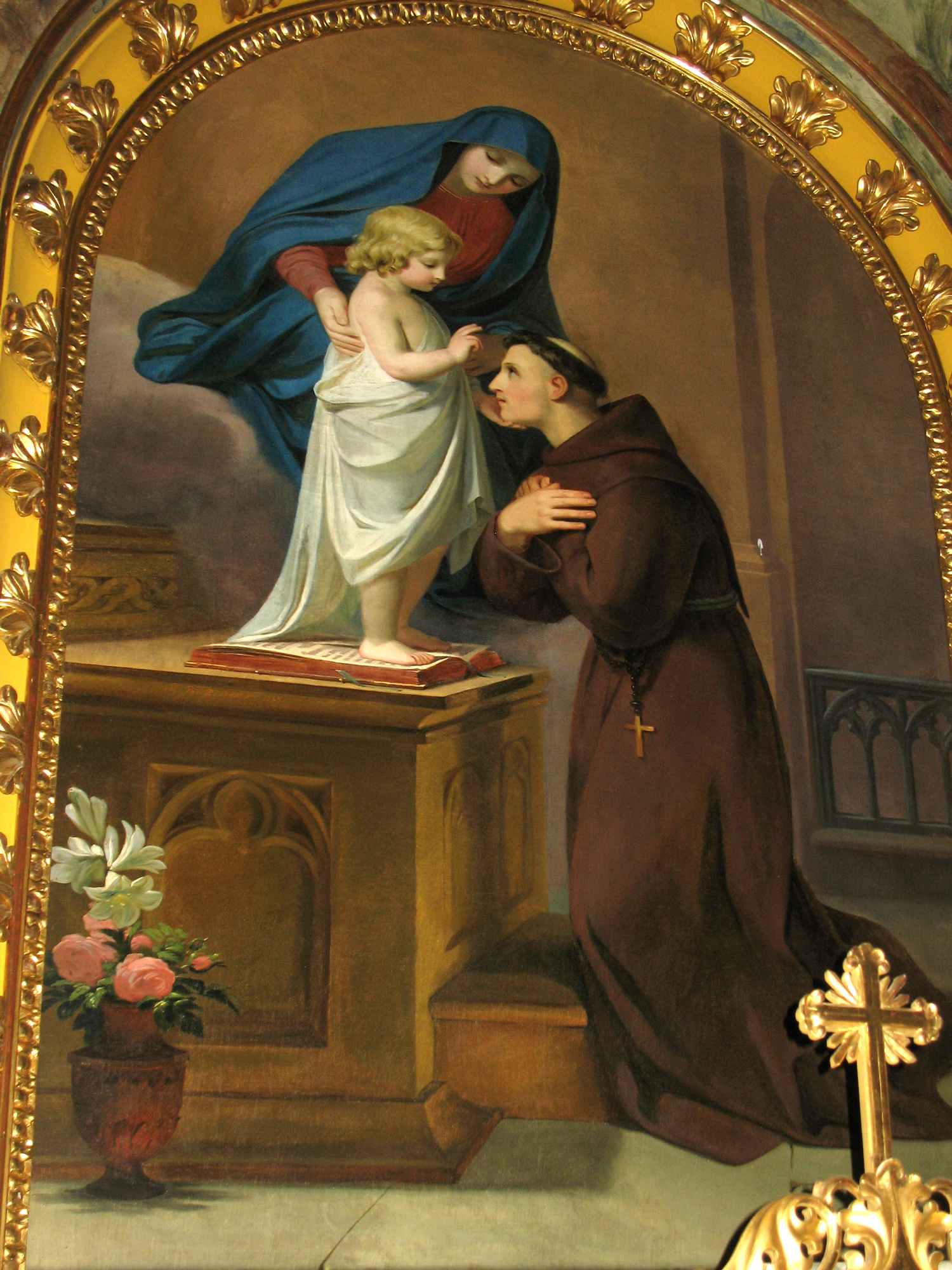
St. Antoine de Padoue. Retable de l'église St. Antoine d'Ortisei.

Melchior Paul von Deschwanden est un peintre religieux suisse né le 10 janvier 1811 à Stans et mort le 25 février 1881 dans cette même ville.

## Biographie

### Origines et famille
Melchior Paul von Deschwanden naît le 10 janvier 1811 à Stans, dans le canton de Nidwald. Il est originaire de Kerns, dans le canton d'Obwald. Son père, Johann Baptist Deschwanden, est capitaine ; sa mère est née Regina Luthiger. 
Il est catholique romain et reste célibataire toute sa vie.

### Formation et parcours artistique
Il étudia le dessin auprès de Louis Victor von Deschwanden, Johann Kaspar Moos (1825–1826) à Zug, Daniel Albert Freudweiler et Johann Caspar Schinz à Zurich (1827), avant d'entrer à l'académie des beaux-arts de Munich (1830). Après un séjour à Lausanne pour apprendre le français (1835–1836), il retourna dans sa ville natale jusqu'en 1838-1840 où il étudia à l'académie du dessin de Florence, et il remporta un prix pour une peinture à l'huile d'un nu masculin (il était pourtant admiratif des œuvres de Fra Angelico).
Après avoir rencontré le peintre nazaréen Friedrich Overbeck, il prit la décision de vouer son travail d'artiste à la fabrication de peintures religieuses. Après être revenu en Suisse, il reçut d'abord une commande pour faire les retables de la chapelle St. Pierre de Lucerne. En 1842, il rencontra des membres de l'école des peintres de Dusseldorf et s'intéressa de plus près aux œuvres de l'Autrichien Edouard Steinle, un peintre nazaréen très populaire. En 1845, il découvrit dans l'église St. Louis de Munich des peintures murales de Peter von Cornelius, un peintre classique qui fut influencé par les nazaréens, et il rencontra l'un de ses élèves le peintre portraitiste et historique Wilhelm von Kaulbach. Bien qu'il fût lui-même un portraitiste de talent, il vouait de plus en plus son temps aux peintures religieuses, créant même son propre style avec des compositions simples et claires, des visages expressifs et une technique lisse. Deschwanden réalisa vraisemblablement plus de 2000 œuvres, dont une majorité de retables, et il domina le domaine de la peinture religieuse en Suisse pendant presque quarante-ans. Ses œuvres furent bien accueillis dans son pays autant par les catholiques que par les protestants, et par conséquent il vendit des tableaux à l'étranger, et l'on en retrouve même aujourd'hui aux États-Unis dans des églises à Annapolis (Maryland) et à Covington (Kentucky). Il inspira largement les autres peintres religieux après lui.
Deschwanden eut beaucoup d'élèves, tels que Stans Adalbert Baggenstos ou Adolfo Müller-Ury.

### Hommage posthume
Dans le jardin devant l'ancienne banque cantonale de Niwald dans le centre-ville de Stans se trouve un monument du sculpteur suisse Auguste Blaesi (1903–1979) qui fut érigé pendant l'automne 1933 en mémoire de Deschwanden.